# Yunganastes pluvicanorus
Espèce
Synonymes
- Eleutherodactylus pluvicanorus De la Riva & Lynch, 1997
- Pristimantis pluvicanorus (De la Riva & Lynch, 1997)

Statut de conservation UICN

 LC  : Préoccupation mineure
Yunganastes pluvicanorus est une espèce d'amphibiens de la famille des Craugastoridae.

## Répartition
Cette espèce est endémique du centre de la Bolivie. Elle se rencontre entre 2 000 et 2 550 m d'altitude de la province de Chapare dans le département de Cochabamba à la province de Florida dans le département de Santa Cruz.

## Publication originale
- De la Riva & Lynch, 1997 : New species of Eleutherodactylus from Bolivia (Amphibia: Leptodactylidae). Copeia, vol. 1997, no 1, p. 151-157.